# 1701 Okavango
1701 Okavango è un asteroide della fascia principale del diametro medio di circa 25 km. Scoperto nel 1953, presenta un'orbita caratterizzata da un semiasse maggiore pari a 3,1641571 UA e da un'eccentricità di 0,1914146, inclinata di 16,27494° rispetto all'eclittica.
Dal 6 giugno 1982, quando 1571 Cesco ricevette la denominazione ufficiale, al 4 agosto 1982 è stato l'asteroide non denominato con il più basso numero ordinale. Dopo la sua denominazione, il primato è passato a (1717) 1954 AC.
L'asteroide è dedicato all'omonimo fiume dell'Africa australe.